# エックハルト・ハイン
エックハルト・ハイン（ドイツ語: Eckhard Hein、1963年 - ) は、ドイツの経済学者である。2009年以降、ベルリン経済法科大学で主にヨーロッパの経済政策を研究対象とした経済学の教授を務めている。2009年以前は、ハンス・ベクラー財団の一部門のIMK（Institutes für Makroökonomik und Konjunkturforschung マクロ経済学・景気循環研究所）の一般経済政策課に在籍していた。
なお、名前の「Eckhard」 の日本語表記については、「エックハルド」とされている事例もあるが、本記事では標準ドイツ語の音韻論に従って「エックハルト」とする。

## 略歴
1963年に生まれ、1985年から1990年までブレーメン大学とニューヨークにあるニュースクール大学のThe New School for Social Researchの教育研究機関において、経済学の研究を行なっていた。1996年に、ベルリン自由大学で「貨幣、有効需要及び資本の貯蓄」の学位論文で博士号を授与した。その後、オルデンブルク大学で研究助手となった。2001年にハンス・ベクラー財団の一部門のWSI（Institutes für Makroökonomik und Konjunkturforschung 経済社会科学研究所）で景気循環研究と一般経済政策分野に関するの部門責任者となる。2005年から2009年まで、IMKでの一般経済政策課の責任者を務めた。彼はまた、2005年にオルデンブルク大学の大学教授資格を取得し、オルデンブルク大学の経済学の私講師となった。2005年から2008年までは、ハンブルク大学の客員教授としても教鞭をとり、2007年から2008年まではウィーン経済大学の客員教授も務めた。彼は、「European Journal of Economics and Economic Policies: Intervention」誌の共同編集者のひとりである。

## 研究
エックハルト・ハインは自身の論文の序文において、彼が研究者として自らに課したと考えている、ポスト・古典派経済学またはポスト・ケインズ派経済学に関しての研究方針についての概略を説明している。彼はドイツの経済学の主流派を形成する新古典派経済学、とりわけ、まずは（貨幣経済以前の）自然経済についてきちんとした充分な分析を果たしてもいないうちに、貨幣が担っている重要な役割ばかりを強調しているセイの法則と貨幣に関する分析に対して拒絶の念を含んで否定している。
ハインは論文の中で、自身の研究方針に従って、マルクス経済学理論とケインズ経済学理論の可能性を示そうとしている。ハインは自らの出版物を通し、特に貨幣・分配・成長に関する理論の統合に取り組むことによってポスト・ケインズ派経済学の更なる発展に向けてその理論の彫琢に励んでいる。
ハインは、成熟した先進工業国で20年以上にわたって減少している国民所得に占める労働所得の割合についての議論は、新古典主義のパラダイムの支配が続いている為、政治的議論や成長理論に関する議論の中ではほとんど注目を浴びることもないと述べている。一方、新古典主義に基づくマクロ経済学の分配と成長に関する教科書の中では、（アダム・スミスとデヴィッド・リカードによる）古典派的政治経済学の数式に基づく分配及び成長理論の中に、マルクス経済学の数式及びに（ジョーン・ロビンソン、ニコラス・カルドア、ミハウ・カレツキのしきたりによる）ポスト・ケインズ派経済学の数式ならびにその新しい理論展開による分配と成長理論の概念が詳細に示されている。
更に、2013年ハインはマクロ経済学の（金融、財政及び賃金）政策とヨーロッパの経済政策の問題について、賃金主導型成長戦略をその核心に据えた『グローバル・ケインジアン・ニューディール』を提唱した。『グローバル・ケインジアン・ニューディール』では、金融危機の再発を防止する為に金融部門の不十分な規制に対し再規制の導入、所得分配の不平等を解消し国内需要を安定化する為のマクロ経済政策の方向転換、国際的な不均衡の拡大を是正する為の国際政策協調と新しい国際金融秩序の構築といった三つの支柱から構成されている。最近では、経済発展に金融システムの影響がどのように及んでいるのかが彼の研究の重大なテーマとなっている。

## 著書・論文
- Geld, effektive Nachfrage und Kapitalakkumulation. Eine Betrachtung aus Marxscher, Keynesscher und post-keynesianischer Perspektive. Dissertation 1996. Duncker & Humblot, Berlin 1997. ISBN 3-428-08958-8.
- Verteilung und Wachstum. Eine paradigmenorientierte Einführung unter besonderer Berücksichtigung der post-keynesianischen Theorie. Metropolis, Marburg 2004, ISBN 3-89518-452-7 (2. Auflage 2018, ISBN 978-3-7316-1199-8).
- Money, Distribution Conflict and Capital Accumulation. Contributions to ‚Monetary Analysis‘. Basingstoke, Palgrave Macmillan, 2008, ISBN 0-230-52157-6 (engl.), doi:10.1057/9780230595606.